# 金立相
金立相（？—？），字道夫，號充庵，浙江台州府臨海縣人，民籍，明朝政治人物。

## 生平
其父金賁亨自幼喪父，隨母改嫁高家，遂改姓高。嘉靖二十二年（1543年），高立相中式癸卯科浙江鄉試第六十九名。復姓金。嘉靖三十二年（1553年）登癸丑科第二甲第七十八名進士。都察院观政，与胞兄金立敬同官南京兵部主事，仕至员外郎、兵部武选司郎中，卒。

## 家族
曾祖金鍧；祖父金紘，封南京刑部主事；父金賁亨，正德進士，曾任提學副使。母張氏（封安人）。
兄金立愛（南京刑部主事、終養）、金立敬（見任福建提学副使）皆進士。臨海縣學西曾建有“父子四进士坊”。弟金立常（生员）。